# STS-88
STS-88 var ett rymdfärjsuppdrag som genomfördes i december 1998 med rymdfärjan Endeavour. Den sköts upp från Pad 39A vid Kennedy Space Center i Florida den 4 december 1998. Efter nästan tolv dagar i omloppsbana runt jorden återinträdde rymdfärjan i jordens atmosfär och landade vid Kennedy Space Center.
Flygningen gick till Internationella rymdstationen (ISS).
Flygningens mål var att leverera den amerikanska modulen Unity och två Pressurized Mating Adapter till rymdstationen.

## Rymdpromenader
Under flygningens tre rymdpromenader installerades den amerikanska Unity-modulen.

### Statistik
| 1 | Jerry L. Ross James H. Newman | 7 december 1998 22:10 UTC  | 8 december 1998 05:31 UTC  | 7 tim, 21 min | Påbörjade installationen av Unity |
| 2 | Jerry L. Ross James H. Newman | 9 december 1998 20:33 UTC  | 10 december 1998 03:35 UTC | 7 tim, 2 min  | Installerade Unity                |
| 3 | Jerry L. Ross James H. Newman | 12 december 1998 20:33 UTC | 13 december 1998 03:32 UTC | 6 tim, 59 min | Avslutade installationen av Unity |

## Besättning
- Robert D. Cabana (4), befälhavare
- Frederick W. Sturckow (1), pilot
- Nancy J. Currie (3), uppdragsspecialist
- Jerry L. Ross (6), uppdragsspecialist
- James H. Newman (3), uppdragsspecialist
- Sergej Krikaljov (4), uppdragsspecialist

## Väckningar
Under Geminiprogrammet började NASA spela musik för besättningar och sedan Apollo 15 har man varje "morgon" väckt besättningen med ett musikstycke, särskilt utvalt antingen för en enskild astronaut eller för de förhållanden som råder.
| Dag | Låt                              | Artist/Kompositör        | Spelad för            |
| --- | -------------------------------- | ------------------------ | --------------------- |
| 2   | "Get Ready"                      | The Temptations          |                       |
| 3   | "Anchors Aweigh"                 | Charles A. Zimmermann    |                       |
| 4   | "Over the Rainbow"               | Judy Garland             | Robert D. Cabana      |
| 5   | "Jerry the Rigger"               | old Celtic song          | Jerry L. Ross         |
| 6   | "Streets of Bakersfield"         | Dwight Yoakam            | Frederick W. Sturckow |
| 7   | "Floating in the Bathtub"        |                          | James H. Newman       |
| 8   | "God Bless the U.S.A."           | Lee Greenwood            | Nancy J. Currie       |
| 9   | "Trepak"                         | Pyotr Ilyich Tchaikovsky | Sergej Krikaljov      |
| 10  | "Hound Dog"                      | Elvis Presley            |                       |
| 11  | "Goodnite, Sweetheart, Goodnite" | The Spaniels             |                       |
| 12  | "I Got You (I Feel Good)"        | James Brown              |                       |
| 13  | "Ride of the Valkyries"          | Richard Wagner           |                       |